# Accalathura sladeni
Accalathura sladeni är en kräftdjursart som först beskrevs av Stebbing 1910.  Accalathura sladeni ingår i släktet Accalathura och familjen Leptanthuridae. Inga underarter finns listade i Catalogue of Life.